# Екзогеосинкліналь
Екзогеосинкліналь (рос. экзогеосинклиналь, англ. exogeosyncline, deltaexogeosyncline, foredeep; нім. Exogeosynklinale f) – прогин тектонічний, в якому накопичуються уламки відкладів, походження яких пов’язане з розмивом сусідньої складчастої гірської споруди, яка виникла в ортогеосинкліналі і розташована поза кратоном. 
Термін введений америк. геологом Дж.М.Кеєм в 1947 р. Часто під Е. розуміють крайовий або передовий прогин.